# Rudolf Barthelmös
Rudolf Karl Adolf Barthelmös (* 12. Mai 1894 in Erfurt; † 12. Mai 1957 ebenda) war ein deutscher Sozialdemokrat und 1946 Mitglied der Beratenden Landesversammlung von Thüringen. Wegen Kontakten zum Ostbüro der SPD wurde er 1948 verhaftet und von einem Sowjetischen Militärtribunal verurteilt. Er kam erst 1955 wieder frei.

## Leben
Barthelmös wurde als Sohn eines Klempners 1894 in Erfurt geboren und erlernte nach dem Besuch der Schule den Beruf eines Elektroinstallateurs. 1924 erwarb er in dem Gewerbe den Meisterbrief und war fortan als selbständiger Elektromeister in Erfurt mit einem angeschlossenen Geschäft tätig. 1925 wurde er Mitglied der SPD. Über seine weitere Zeit während der Weimarer Republik und im Dritten Reich ist bisher nichts bekannt.
Nach Kriegsende 1945 fungierte Barthelmös als erster Kreishandwerksmeister in Erfurt. In dieser Funktion war er auch bis zu seiner Verhaftung Vizepräsident der 1945 neu gegründeten Handwerkskammer Thüringen, die ihren Sitz in Weimar hatte. 1946 trat Barthelmös als SPD-Mitglied in die SED mit ein. Als im Juni 1946 die sogenannte Beratende Landesversammlung von Thüringen zusammentrat, vertrat Barthelmös zusammen mit dem Präsidenten der Handwerkskammer Heinz Baumeister und dem Vorstandsmitglied Alfred Schlag die Standesorganisation in dem vorparlamentarischen Gremium. Gleichzeitig vertrat er die Handwerkskammer als Mitglied der Beratenden Stadtverordnetenversammlung Erfurt von Juni bis Sept 1946. Anschließend gehörte er bis zu seiner Verhaftung der Erfurter Stadtverordnetenversammlung als SED-Mitglied an.
Zwar waren nach der Gründung der SED viele Leitungsfunktionen paritätisch mit ehemaligen KPD- und SPD-Mitgliedern besetzt, aber im Laufe der nächsten Jahre wurden die ehemaligen Sozialdemokraten zunehmend aus Führungspositionen in der SED gedrängt, teilweise wegen oppositioneller Gedanken auch verfolgt. Offensichtlich gefiel Barthelmös der Umgang mit den Sozialdemokraten innerhalb der SED auch nicht, denn er nahm auf Dienstreisen nach Westdeutschland und in die Westsektoren Berlins Kontakt zum Ostbüro der SPD auf.
Diese Kontakte wurden ihm letztlich zum Verhängnis. Am 20. März 1948 wurde Barthelmös in Erfurt verhaftet und dem Sowjetischen Militärtribunal in Weimar überstellt. Noch am gleichen Tage verurteilte es ihn wegen „Spionage für einen fremden Nachrichtendienst und Weitergabe von Erkenntnissen aus seinem Tätigkeitsbereich“ zu 25 Jahren Arbeitslager. Als Strafgefangener verbrachte er über ein Jahr, bis zum 20. Juli 1949, im MWD-Gefängnis Weimar bis zur Überstellung in das sowjetische Gefängnis in Bautzen. Diese Anstalt wurde im September 1949 der sächsischen Justizverwaltung übergeben und am 16. Februar 1950 vom Innenministerium der DDR übernommen, Barthelmös war nun Strafgefangener im Verantwortungsbereich des Strafvollzugs der Deutschen Volkspolizei.
Erst am 20. September 1953 gelang es der Familie von Rudolf Barthelmös, nach jahrelangen Versuchen ihn  ausfindig zu machen, eine erste Sprecherlaubnis für die Ehefrau zu erwirken. Bis dahin war der Familie nicht bekannt, durch welches Gericht und zu welcher Strafe Barthelmös verurteilt worden war, Barthelmös war da schon über 5 Jahre in Haft. Am 5. April 1955 wurde im Rahmen eines Gnadenerlass die Haftstrafe auf acht Jahre verkürzt. Allerdings musste am 25. August 1955 Haftunterbrechung angeordnet werden, da sich Barthelmös Gesundheitszustand offensichtlich verschlechtert hatte. Er wurde zunächst auf die Krankenstation verlegt und am 8. September 1955 in das Stadtkrankenhaus von Ebersbach überführt. Von dort wurde er noch im Jahr 1955 entlassen. Noch im gleichen Jahr beantragte Barthelmös die Wiederaufnahme seine Handwerksbetriebes.
Barthelmös starb an seinem Geburtstag 1957 im Alter von 63 Jahren.